# Marfa Matvejevna Apraksina
Marfa Matvejevna Apraksinová (rusky Ма́рфа Матве́евна Апра́ксина; 1664, Moskva – 31. prosince 1715jul./ 11. ledna 1716greg., Petrohrad) byla ruská carevna, druhá manželka cara Fjodora III. Alexejeviče.

## Život

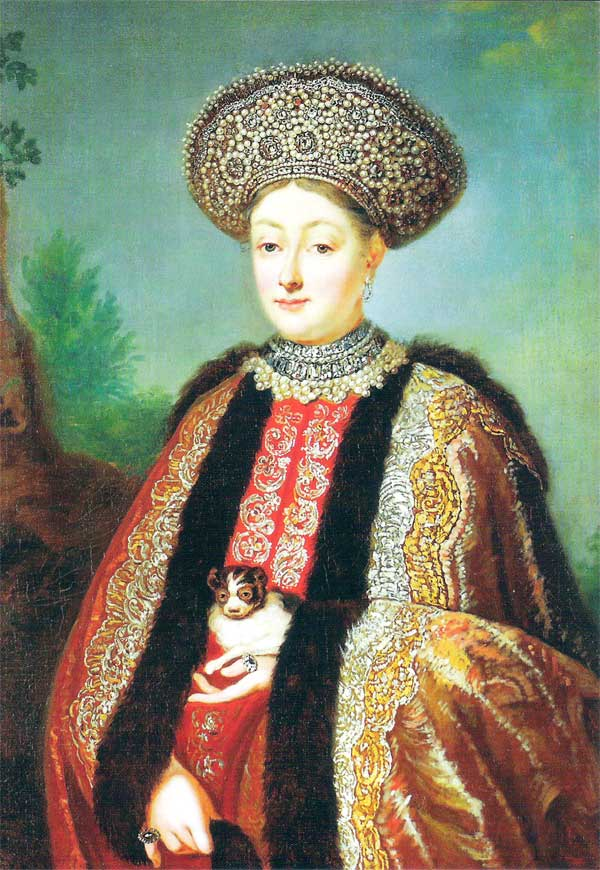
Portrét Marfy Apraksinové od neznámého autora

Marfa Matvejevna se narodila v Moskvě jako dcera Matveje Vasiljeviče Apraksina a jeho manželky Domny Bogdanovny. Měla tři bratry: Petra, Fjodora a Andreje, kteří se později stali významnými státníky a generály v armádě, respektive admirály námořnictva.
První manželka cara Fjodora III. Agafja Semjonovna zemřela v létě roku 1681 při porodu jejich prvního dítěte – careviče Ilji; chlapeček záhy zemřel rovněž. Proto car Fjodor uzavřel dne 24. února 1682 druhý sňatek s Marfou.
Dvacetiletý car ovšem skonal bezdětný 27. dubna/7. května 1682. Po Fjodorově smrti spravovala v letech 1682–1689 vládu v Rusku jako regentka jeho bratří Ivana a Petra jejich sestra Žofie Alexejevna. 
Carevna Marfa žila příštích 33 let v Petrohradu, kde také zemřela. Byla pochována ve zdejším Archandělském chrámu.